# Fernand-André Parisod
Fernand-André Parisod, né à Lutry le 11 août 1929 et mort à Cossonay le 21 décembre 2005, est un poète, éditeur-imprimeur et photographe vaudois.

## Biographie
Fernand-André Parisod, poète et imprimeur a dirigé une maison d'édition portant son nom à La Chaux, près de Cossonay. Il est le fondateur du Conservatoire de l'imprimerie et des arts graphiques.
Son œuvre littéraire est essentiellement poétique : il a publié de nombreux recueils, parmi lesquels Eve des neiges (1965), La récréation de minuit (1978), London, symphony of a great city (1981), Et si c'était vrai (1985), Passion (1986). 
En 1968, il reçoit le Prix des poètes suisses de langue française. Quant à son œuvre photographique, elle a fait l'objet d'une exposition au musée de l'Élysée intitulée Premières impressions du 26 septembre au 24 novembre 2002.

## Sources
- « Fernand-André Parisod », sur la base de données des personnalités vaudoises sur la plateforme « Patrinum » de la Bibliothèque cantonale et universitaire de Lausanne.
- Anne-Lise Delacrétaz, Daniel Maggetti, Ecrivaines et écrivains d'aujourd'hui, p. 298
- Françoise Jaunin, 24 Heures, 2005/12/24-25-26, p. 11
- A D S - Autorinnen und Autoren der Schweiz - Autrices et Auteurs de Suisse - Autrici ed Autori della Svizzera